# I. e. 21
Évszázadok: i. e. 2. század – i. e. 1. század – 1. század
Évtizedek: i. e. 70-es évek – i. e. 60-as évek – i. e. 50-es évek – i. e. 40-es évek – i. e. 30-as évek – i. e. 20-as évek – i. e. 10-es évek – i. e. 1-es évek – 1-es évek – 10-es évek – 20-as évek
Évek: i. e. 26 – i. e. 25 – i. e. 24 – i. e. 23 –  i. e. 22 – i. e. 21 – i. e. 20 – i. e. 19 – i. e. 18 – i. e. 17 – i. e. 16

## Események

### Római Birodalom
- Marcus Lolliust és Quintus Aemilius Lepidust választják consulnak. Ebben az évben nem Augustus jelölte ki a consulokat, hanem tényleges választást tartottak, de a gyűlölködő, heves kampány miatt a nép kérte a császárt a korábbi rendszer visszaállítására.
- Augustus Szicíliáról folytatja keleti körútját. Végigjárja Görögországot, majd Szamoszon telel. Róma kormányzását legközelebbi hívére, Marcus Vipsanius Agrippára bízza, akit elválaszt feleségétől, Claudia Marcella Majortól és hozzáadja lányát, Juliát.
- Agrippa kiűzi az egyiptomi kultuszokat Róma városából. Előbb csak a Pomeriumon túl, majd csak a külvárosokban áldozhatnak.

### Afrika
- Amanisakheto meroéi királynő Akszúmba menekül a fővárosát feldúló rómaiak elől, majd a szamoszi béke megkötésével véget vet a háborúnak.

## Születések
- Naevius Sutorius Macro, a praetorianus gárda parancsnoka

## Fordítás
- Ez a szócikk részben vagy egészben  a(z)   21 av. J.-C. című francia Wikipédia-szócikk ezen változatának fordításán alapul.  Az eredeti cikk szerkesztőit annak laptörténete sorolja fel. Ez a jelzés csupán a megfogalmazás eredetét és a szerzői jogokat jelzi, nem szolgál a cikkben szereplő információk forrásmegjelöléseként.